# 웡죽항
웡죽항(중국어 정체자: 黃竹坑, 광둥어 발음: [wɔ̏ːŋ tsók̚ háːŋ] / 영어: Wong Chuk Hang)은 홍콩섬 남구에 위치한 동네이다. 오늘날 이곳은 주택지와 경공업 지역이 주를 이루며, 소수의 상업용 건물과 호텔이 자리잡고 있다. 홍콩의 관광 명소인 홍콩해양공원이 있는 곳이기도 하다.

## 역사
웡죽항의 역사는 선사 시대로 거슬러 올라간다. 웡죽항 인근의 중훙완(Chung Hom Wan)이라는 지역에서 신석기 시대 유물이 발굴된 것이 그것이다. 명나라 시절이던 1550년에는 웡죽항 일대에 '향항촌'(香港村)이 들어섰다는 기록이 남아 있으며, 홍콩섬의 초창기 정착지 중 하나로 남게 되었다. 현재는 웡죽항가우와이(黃竹坑舊圍, 웡죽항 구시가지)라는 이름으로 남아 있다.
1860년대~1870년대 들어서 인근에 웡죽항산와이(黃竹坑新圍)라는 위성마을이 세워졌다. 1960년대부터는 본격적인 개발에 들어갔으며, 홍콩 정부 차원에서 건설한 저가 임대주택 단지인 웡죽항 단지가 남롱산 북쪽 일대에 들어섰다. 웡죽항만 역시 산업용 건물 개발을 위해 매립되었으며 오늘날의 웡죽항이 만들어졌다.
한때 홍콩의 주요 경공업 지역 중 하나였으나, 1990년대 들어 대다수 업체가 중국 본토로 이전하면서 제조업은 쇠퇴하였다. 홍콩 정부는 애버딘과 그 주변 지역을 관광 구역으로 개발하는 정책을 추진하였고, 웡죽항은 그 구역의 3개 거점 중 하나로 지정되면서 4성급 호텔이 들어서게 되었다.
2010년대부터 이 지역의 오래된 공장 건물들은 미술관, 북카페, 화실 등으로 변모하여 예술가들을 위한 집결지로 거듭나고 있다. 2020년 코로나19 유행 이전에는 국내외 갤러리, 예술가 스튜디오, 비영리 예술단체 총 19개 기관이 이곳에 자리해 있었다.

## 지리
웡죽항에는 그랜섬 병원, 홍콩 경찰대학, 홍콩해양공원(오션파크), 웡죽항 단지 등이 있다. 홍콩 경찰 대학은 홍콩 경무처에 근무하는 모든 경찰관이 반드시 거쳐가는 훈련학교이기도 하다. 홍콩의 백화점 체인인 레인 크로퍼드 본사 역시 이곳에 자리해 있다.
웡죽항과 해피밸리를 연결하는 2차선 터널로 애버딘 터널(Aberdeen Tunnel)이 있으며, 홍콩 지하철 남공도선의 해양공원역(오션파크역)과 웡죽항역이 있다.
2004년부터 이 일대를 하나로 묶는 남구의회 지역구인 웡죽항 선거구가 설치되었다.

## 같이 보기
- 웡죽항 (선거구)
- 홍콩의 선사 시대